# Inkerman

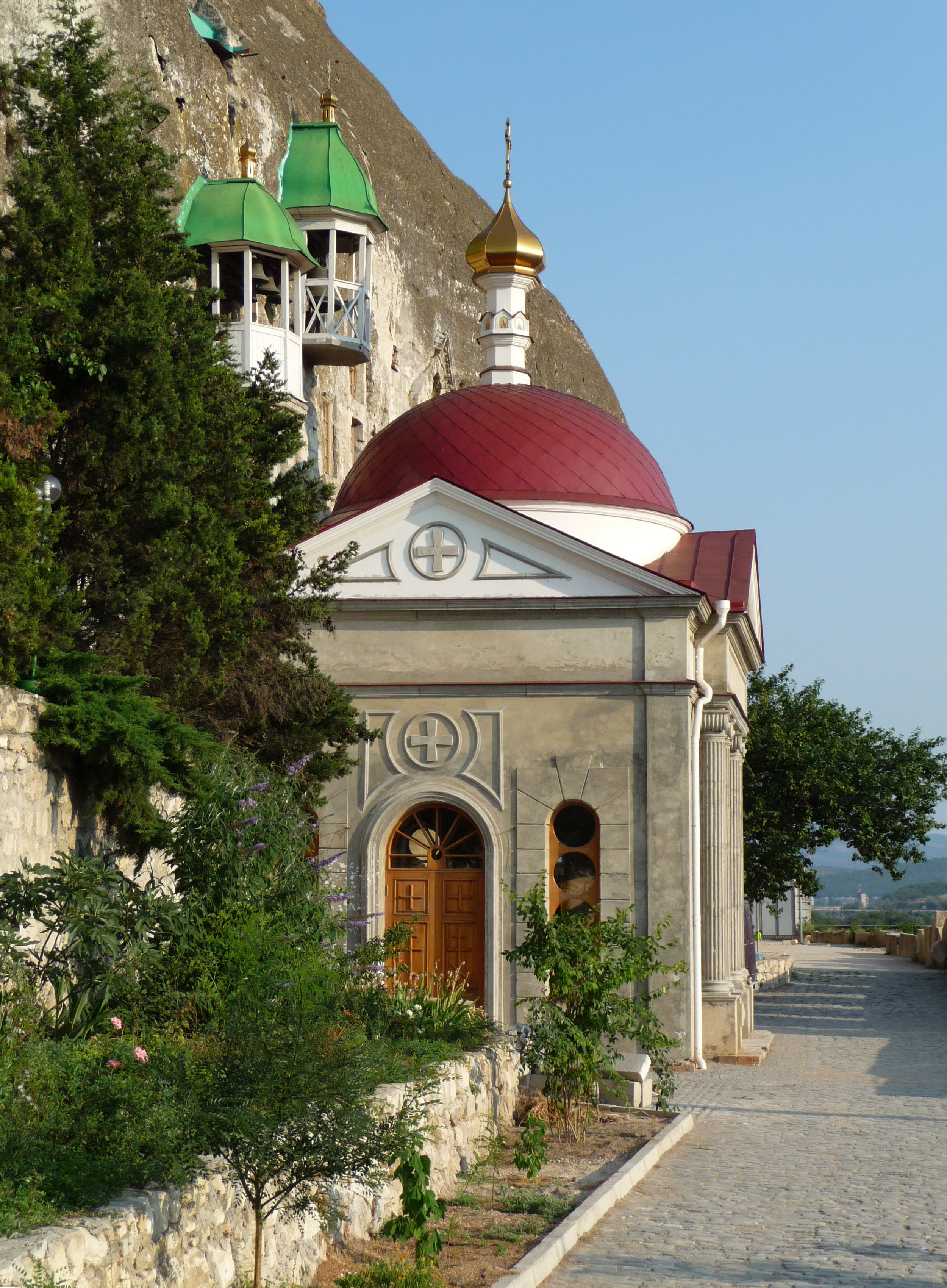
Kloster i Inkerman.

För andra betydelser, se Inkerman (olika betydelser).
Inkerman (ukrainska: Інкерма́н uttal (fil); ryska: Инкерма́н; krimtatariska: İnkerman) är en stad på Krim och tillhör Sevastopol kommun. Folkmängden uppgick till 11 921 invånare i början av 2012.